# Bernardino Piñera Carvallo
Bernardino Piñera Carvallo (ur. 22 września 1915 w Paryżu, zm. 21 czerwca 2020 w Santiago) – chilijski duchowny rzymskokatolicki, biskup pomocniczy Talki w latach 1958–1960, biskup diecezjalny Temuco w latach 1960–1977, arcybiskup metropolita La Sereny w latach 1983–1990.

## Życiorys
Święcenia kapłańskie otrzymał 5 kwietnia 1947 i inkardynowany został do stołecznej archidiecezji Santiago de Chile.
11 lutego 1958 papież Pius XII mianował go biskupem pomocniczym diecezji diecezji Talca. Otrzymał wówczas stolicę tytularną Prusias ad Hypium. Sakry udzielił ówczesny miejscowy biskup diecezjalny Manuel Larraín Errazuriz. 10 grudnia 1960 został mianowany biskupem diecezjalnym diecezji Temuco. Z funkcji tej zrezygnował 28 grudnia 1977. Od 1 lipca 1983 do przejścia na emeryturę w dniu 29 września 1990 był arcybiskupem metropolitą La Sereny.
W momencie poprzedzającym śmierć był najstarszym żyjącym biskupem katolickim i ostatnim z nominacji Piusa XII.
Zmarł 21 czerwca 2020 z powodu zapalenia płuc spowodowanego przez koronawirusa.
Jego bratankiem był prezydent Chile Sebastián Piñera.